# Бєсєднова Наталія Миколаївна
Наталія Миколаївна Бєсєднова (2 лютого 1935 — 23 вересня 2023) — радянський і російський мікробіолог та імунолог, академік РАН (з 2013; РАМН з 2000), Директор Науково-дослідного інституту епідеміології та мікробіології імені Г. П. Сомова (1988—2010). Заслужений діяч науки РФ . Доктор медичних наук, професор. Лауреат Державної премії СРСР (1989).

## Кар'єра
Закінчила в 1959 році I-й Московський медичний інститут ім. І. М. Сеченова. З 1960 року працювала в Науково-дослідному інституті епідеміології та мікробіології імені Г. П. Сомова РАМН.
У 1980 році Н. Н. Беседнова захистила докторську дисертацію «Експериментальне та клініко-імунологічне дослідження псевдотуберкулезних інфекції».
У 1991 році — отримала вчене звання професора.
У 1993 році була обрана членом-кореспондентом РАМН за спеціальністю «мікробіологія», у 2000 році — академіком РАМН.
У 2001 році Н. М. Бєсєдновій присвоєно звання «Заслужений діяч науки РФ».
Під керівництвом Н. М. Бєсєднової захищені 4 докторських і більше 30 кандидатських дисертацій.
Станом на 2019 рік Наталія Миколаївна Бєсєднова — головний науковий співробітник НДІ епідеміології та мікробіології імені Г. П. Сомова, науковий керівник Центру геронтології та біотерапії при Медичному об'єднанні Далекосхідного відділення РАН (МО ДСВ РАН).

## Наукові досягнення
Н. М. Беседновою опубліковані близько 300 наукових робіт, в тому числі 8 монографій, 3 науково-популярні книги. Має 28 авторських свідоцтв і патентів на винаходи.
Під її керівництвом були виконані цикли робіт по імунології черевного тифу, псевдотуберкульозу, дифтерії. За роботу з вивчення форми псевдотуберкульозу — далекосхідної скарлатиноподібної гарячки в 1989 році Н. М. Бєсєднова разом зі співробітниками інституту удостоєна Державної премії СРСР.
Під її керівництвом розроблено такі імунокоректори, як тінростім, мітілан і транслам.